# Daily Mirror
Der Daily Mirror ist eine britische Tageszeitung im Boulevardstil (Yellow Press) mit vielen Reportagefotos. Die Zeitung erscheint im Kleinformat (Tabloid). Hauptsitz ist das Gebäude One Canada Square in London. Der aktuelle Chefredakteur ist Lloyd Embley. In Irland und Nordirland erscheint der Irish Mirror als Schwesterzeitung.

## Geschichte
Alfred Harmsworth brachte 1903 die Frauenzeitschrift Daily Mirror heraus. Da dieses Format keinen Anklang fand, erarbeitete er bald ein neues. Die Zeitung wurde im Januar 1914 von Alfreds Bruder Harold Harmsworth weitergeführt. Ab 1934 wandelten die britischen Journalisten Harry Guy Batholomew, Hugh Cudlipp, Baron Cudlipp sowie Cecil Harmsworth King die Zeitung von einer konservativen Ausrichtung zu einer Labour Party nahestehenden Zeitung um.
Am 12. Juli 1984 wurde Daily Mirror von Robert Maxwell aufgekauft, heute gehört sie zum Medienkonzern Trinity Mirror.
Das Blatt gilt als der Labour-Partei treu und hat eine starke antideutsche Haltung, was besonders während internationaler Fußballturniere deutlich wird. Zur Europameisterschaft 1996 erklärte die Zeitung Deutschland den „Fußball-Krieg“.
Im Mai 2004 veröffentlichte sie Fotos, die angeblich britische Soldaten zeigten, die irakische Häftlinge misshandelten. Die Fotos stellten sich bald als Fälschungen heraus; der damalige Chefredakteur trat daraufhin zurück.
2012 sagte Medienanwalt Mark Lewis der BBC, vier Kläger würfen Zeitungen der Mirror-Mediengruppe (The Daily Mirror, Sunday Mirror und The People) unter anderem vor, Telefone abgehört zu haben. Die Anschuldigungen betreffen einen Zeitraum von vor mehr als zehn Jahren.
Journalisten der britischen Zeitung Daily Mirror hackten mehrere Telefone britischer Prominenter. Darunter auch das Telefon vom britischen Königshausmitglied Harry, Duke of Sussex. Dieser verklagte den Verlagskonzern "Reach plc" (vormals Trinity Mirror) erfolgreich im Dezember 2023 auf £ 140.600.